# Varechovce
Varechovce est un village de Slovaquie situé dans la région de Prešov.

## Histoire
Première mention écrite du village en 1430.

## Démographie

### Évolution de la population
| Année:               | 1994. | 2004.    | 2014.   | 2024.    |
| -------------------- | ----- | -------- | ------- | -------- |
| Nombre de personnes: | 181   | 160      | 165     | 135      |
| Différence:          |       | -11,60 % | +3,12 % | -18,18 % |

| Année:               | 2023. | 2024.   |
| -------------------- | ----- | ------- |
| Nombre de personnes: | 146   | 135     |
| Différence:          |       | -7,53 % |